# Maypearl
Maypearl város az USA Texas államában, Ellis megyében. Lakosainak száma 939 fő (2020. április 1.).

## Népesség
A település népességének változása:

| 2010 | 934 |
| 2020 | 939 |